# S150 (Zaanstad)
De S150 is een stadsroute in de gemeente Zaanstad, provincie Noord-Holland. De weg loopt vanaf de kruising met de S118 tot aan de rotonde met de N246 bij Buitenhuizen. 
De S150 is 10,7 km lang en daarmee de langste stadsroute van de gemeente Zaanstad.
 ·  ·  ·  ·  · 